# 八龙寺塔
八龙寺塔，位于山西省运城市万荣县荣河镇中里庄村，是中华人民共和国全国重点文物保护单位之一。

## 保护
2004年6月10日，八龙寺塔由山西省人民政府公布为第四批山西省文物保护单位，属于古建筑类，编号4-51。
2013年3月5日，中里庄八龙寺塔由中华人民共和国国务院公布为第七批全国重点文物保护单位，编号 7-0774-3-072。